# 杖蛇鯖
杖蛇鯖為輻鰭魚綱鱸形目鯖亞目蛇鯖科的其中一種，分布於南半球亞熱帶至溫帶海域，棲息深度可達550公尺，體長可達200公分，棲息在中底層水域，屬肉食性，以魚類、甲殼類、頭足類，可做為食用魚，適合各種烹飪方式食用。

## 擴展閱讀
維基物種上的相關：杖蛇鯖